# Forças Armadas do Império do Brasil
As forças armadas do Império do Brasil foram formadas pela primeira vez pelo Imperador Dom Pedro I para defender a nova nação contra os portugueses na Guerra da Independência do Brasil. O Exército e a Armada (como era chamada a Marinha) foram comissionados em 1822 com o objetivo de derrotar e expulsar as tropas portuguesas de solo brasileiro.
Desde a sua criação, os militares tiveram papel decisivo na história do Império do Brasil. Um sentimento de unidade e identidade nacional foi forjado a partir da vitoriosa Guerra do Paraguai. O Imperador era o comandante-chefe das forças armadas, sendo os Ministérios da Guerra e da Marinha os principais órgãos de execução da política militar.

## Organização
As forças armadas imperiais estavam subordinadas ao imperador, seu comandante-chefe.  Foi auxiliado pelos ministros da Guerra e da Marinha nos assuntos relativos ao Exército e à Armada (Marinha), respectivamente. Tradicionalmente, os ministros da Guerra e da Marinha eram civis, mas houve algumas exceções.   O modelo escolhido foi o sistema parlamentar britânico ou anglo-americano, no qual “as Forças Armadas do país observaram a obediência irrestrita ao governo civil, mantendo distância das decisões políticas e das decisões referentes à segurança das fronteiras”. 

## Recrutamento
O recrutamento militar no Império, geralmente considerado a imposição de um Estado forte a uma sociedade recalcitrante, foi moldado por uma complexa rede de relações patrono-cliente entre o Estado, os membros da classe das plantações e a população livre e pobre. Estas relações bem estabelecidas (e em geral legítimas) sobreviveram aos desafios do recrutamento em tempos de guerra e impediram os reformadores de estabelecerem um sistema de recrutamento que fosse regular e justo. 

## Armada

### Primeiros anos (1822-1831)
A Armada Nacional (mais tarde conhecida como Marinha do Brasil), informalmente conhecida como Armada Imperial, surgiu com a independência do país. A Armada era formada quase inteiramente por navios, quadros, organizações e doutrinas provenientes da transferência da Família Real Portuguesa em 1808. Alguns de seus membros eram brasileiros natos, que sob Portugal foram proibidos de servir. Outros membros eram portugueses que aderiram à causa da separação e mercenários estrangeiros. Foram utilizados e incorporados alguns estabelecimentos criados por D. João VI de Portugal como o Departamento da Marinha, o Quartel-General da Marinha, o Departamento de Intendência e Contabilidade, o Arsenal (Estaleiro) da Marinha, a Academia da Guarda Naval, o Hospital Naval, a Auditoria, o Conselho Militar Supremo, a fábrica de pólvora e outros. O capitão brasileiro Luís da Cunha Moreira foi escolhido primeiro ministro da Marinha em 28 de outubro de 1822.  

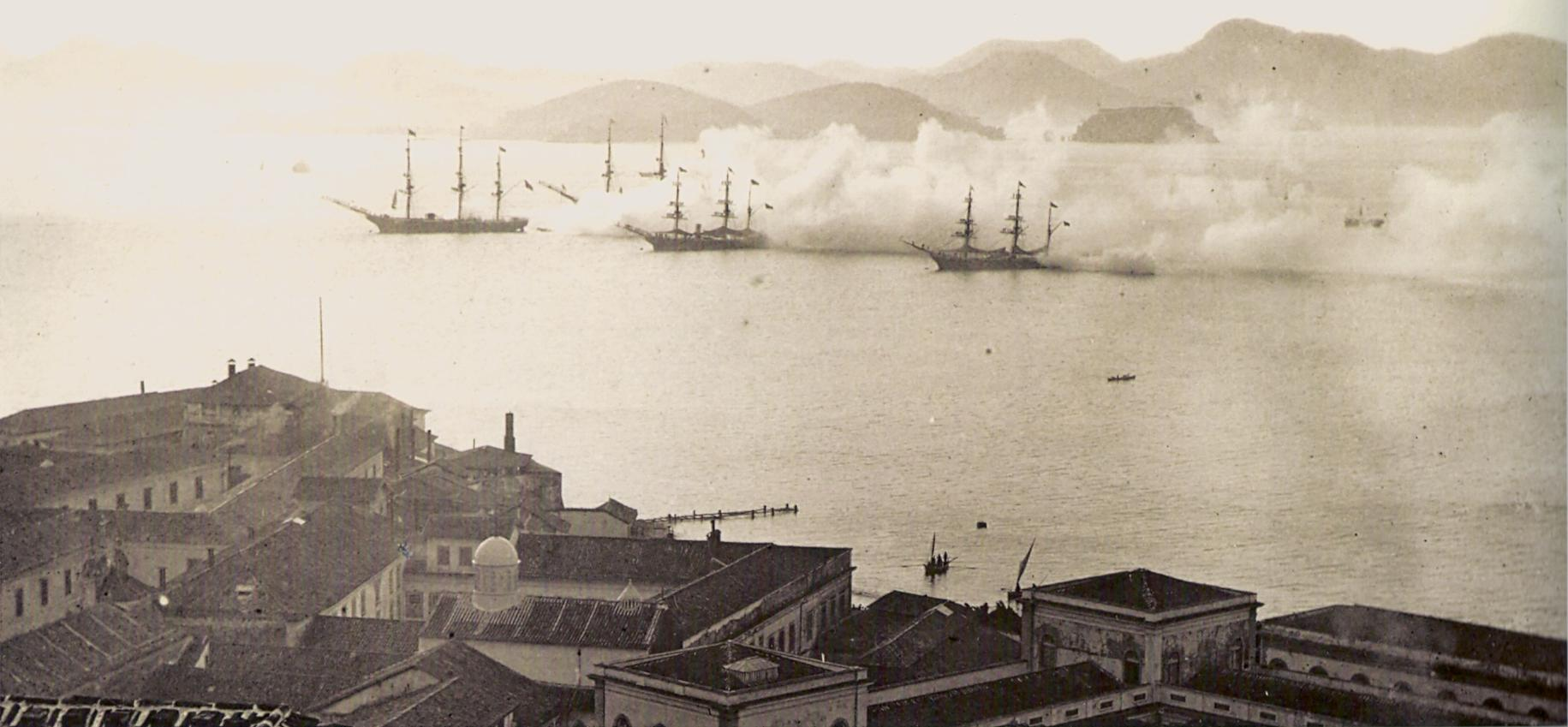
Treinamento da Armada durante a década de 1870.

O britânico Lord Thomas Alexander Cochrane foi nomeado comandante da Armada Brasileira e recebeu o posto de "Primeiro Almirante".   Naquela época, a frota era composta por um navio de linha, quatro fragatas e navios menores, totalizando 38 navios de guerra. O secretário da Fazenda Martim Francisco Ribeiro de Andrada criou uma subscrição nacional para gerar capital a fim de aumentar o tamanho da frota. As contribuições foram enviadas de todo o Brasil. Até o Imperador Dom Pedro I adquiriu às suas próprias custas um brigue mercante (que passou a se chamar "Caboclo") e doou ao Estado.   A Marinha lutou no Norte e também no Sul do Brasil onde teve papel decisivo na independência do país. 
Após a supressão da revolta em Pernambuco em 1824 e antes da Guerra da Cisplatina, a marinha aumentou significativamente em tamanho e força. Começando com 38 navios em 1822, a Marinha acabou tendo 96 navios de guerra modernos de vários tipos, com mais de 690 canhões. A Armada bloqueou o estuário do Rio da Prata dificultando o contato das Províncias Unidas (como era então chamada a Argentina) com os rebeldes cisplatinas e o mundo exterior. Diversas batalhas ocorreram entre navios brasileiros e argentinos até a derrota de uma flotilha argentina composta por duas corvetas, cinco brigues e uma barquentina perto da Ilha de Santiago em 1827. Quando Pedro I abdicou em 1831, deixou uma poderosa marinha composta por dois navios de linha e dez fragatas além de corvetas, navios a vapor, e outros navios num total de pelo menos 80 navios de guerra em tempo de paz.  

### Reprimindo rebeliões (1831-1849)

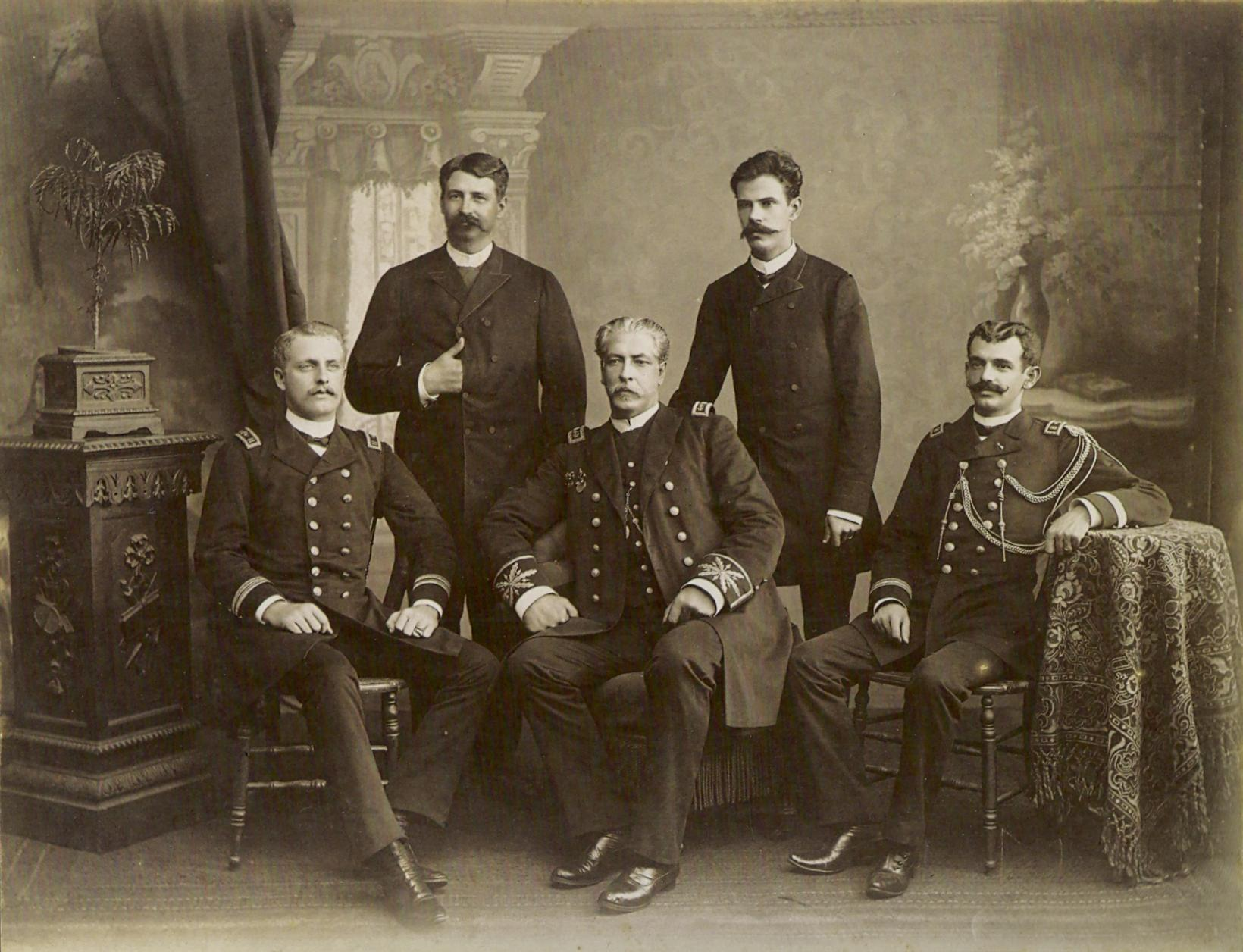
Oficiais da Armada. Sentado, príncipe Augusto (esquerda) e almirante Eduardo Wandenkolk (centro), 1889.

Durante o reinado de 58 anos de Dom Pedro II, a Marinha do Brasil alcançou sua maior força em relação às marinhas de todo o mundo.  O Arsenal, o departamento da Marinha e a Cadeia Naval foram melhorados, e o Corpo de Imperiais Marinheiros (então formado por voluntários) foi criado. A navegação a vapor foi adotada definitivamente. O Brasil modernizou rapidamente a frota adquirindo navios de fontes estrangeiras e construindo outros localmente. A Marinha do Brasil substituiu os antigos canhões de cano liso por novos de cano estriado, mais precisos e com maior alcance. Também foram feitas melhorias nos Arsenais (estaleiros) e nas bases navais, que foram equipadas com novas oficinas.  Os navios foram construídos no Arsenal da Marinha no Rio de Janeiro, Salvador, Recife, Santos, Niterói e Pelotas. A Armada também lutou com sucesso contra todas as revoltas ocorridas durante a Regência (onde fez bloqueios e transportou as tropas do Exército) incluindo: Cabanagem, Guerra dos Farrapos, Sabinada, Balaiada, entre outras.  
Quando o Imperador Pedro II foi declarado maior de idade e assumiu suas prerrogativas constitucionais em 1840, a Armada contava com mais de 90 navios de guerra: seis fragatas, sete corvetas, duas barcas-escunas, seis brigues, oito brigue-escunas, 16 canhoneiras, 12 escunas, sete escunas-bergantim armadas, seis barcas a vapor, três navios de transporte, dois lugres armados, dois cúteres e treze barcos de maior porte. 
Durante a década de 1850, a Secretaria de Estado, o Departamento de Contabilidade da Marinha, o Quartel-General da Marinha e a Academia Naval foram reorganizados e melhorados. Novos navios foram adquiridos e as administrações portuárias foram melhor equipadas. O Corpo Imperial de Fuzileiros Navais foi definitivamente regularizado e o Corpo de Fuzileiros Navais foi criado, substituindo a Artilharia Naval. Foi também criado o Serviço de Assistência a Inválidos, juntamente com diversas escolas para marinheiros e artesãos. 

### Guerras Platinas (1849-1870)
| Ano  | Marinha (número de navios) |
| ---- | -------------------------- |
| 1822 | 38                         |
| 1825 | 96                         |
| 1831 | 80                         |
| 1840 | 90                         |
| 1851 | 59                         |
| 1864 | 40                         |
| 1870 | 94                         |
| 1889 | 60                         |

Os conflitos na região do Platina não cessaram após a guerra de 1825. A anarquia provocada pelo despótico Rosas e seu desejo de subjugar a Bolívia, o Uruguai e o Paraguai obrigaram o Brasil a interceder. O Governo brasileiro enviou uma força naval de 17 navios de guerra (um navio de linha, 10 corvetas e seis navios a vapor) comandados pelo veterano John Pascoe Grenfell.  A frota brasileira conseguiu passar pela linha de defesa argentina no Passo do Tonelero sob forte ataque e transportou as tropas para o teatro de operações. A Armada Brasileira contava com um total de 59 embarcações de diversos tipos em 1851: 36 veleiros armados, 10 navios a vapor armados, sete veleiros desarmados e seis transportes à vela. 
Mais de uma década depois, a Armada foi novamente modernizada e a sua frota de antigos veleiros foi convertida numa frota de 40 navios a vapor armados com mais de 250 canhões.  Em 1864 a marinha lutou na Guerra do Uruguai e imediatamente depois na Guerra do Paraguai onde aniquilou a marinha paraguaia na Batalha de Riachuelo. A marinha foi ainda ampliada com a aquisição de 20 couraçados e seis monitores fluviais. Pelo menos 9.177 militares da Marinha lutaram nos cinco anos de conflito.  Construtores navais brasileiros como Napoleão Level, Trajano de Carvalho e João Cândido Brasil planejaram novos conceitos para navios de guerra que permitiram aos arsenais do país manter sua competitividade com outras nações.  Todos os danos sofridos pelos navios foram reparados e diversas melhorias foram feitas nos navios.  Em 1870, o Brasil tinha 94 navios de guerra modernos  e tinha a quinta marinha mais poderosa do mundo. 

### Anos finais (1870-1889)
Durante a década de 1870, o governo brasileiro fortaleceu a marinha à medida que a possibilidade de uma guerra contra a Argentina pelo futuro do Paraguai se tornou bastante real. Assim, adquiriu uma canhoneira e uma corveta em 1873; um couraçado e um monitor em 1874; e imediatamente depois dois cruzadores e outro monitor.   A melhoria da Armada continuou durante a década de 1880. Os Arsenais da Marinha nas províncias do Rio de Janeiro, Bahia, Pernambuco, Pará e Mato Grosso continuaram a construir dezenas de navios de guerra. Além disso, foram adquiridos quatro torpedeiros. 

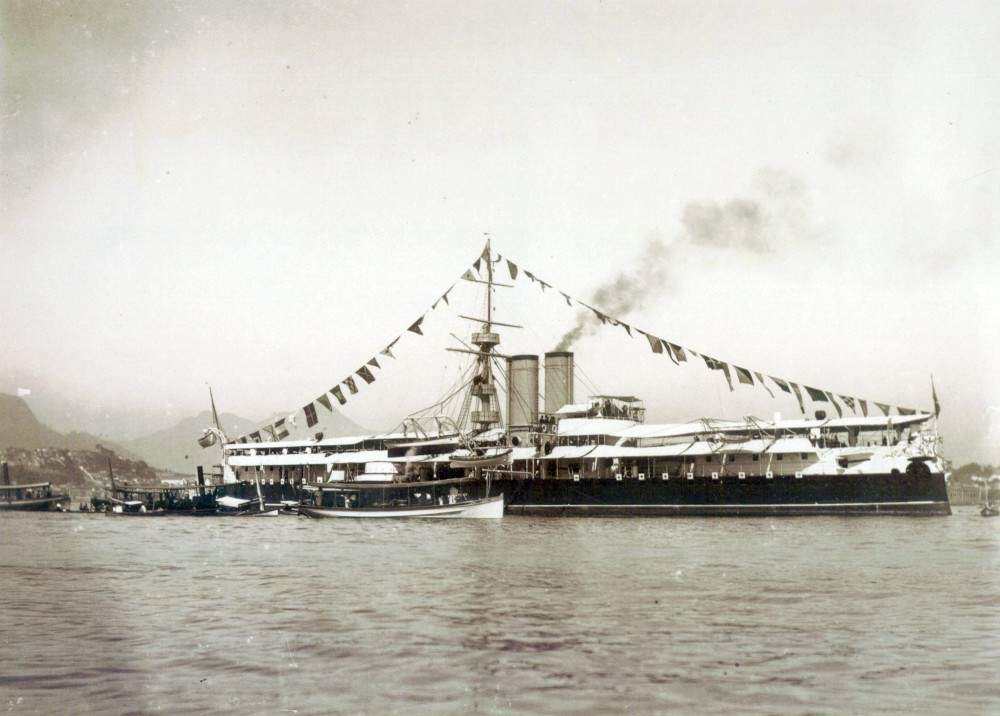
O couraçado Riachuelo, 1885.

Em 30 de novembro de 1883, foi criada a Escola Prática de Torpedos e uma oficina dedicada à construção e reparo de torpedos e aparelhos elétricos no Arsenal da Marinha do Rio de Janeiro.  Este Arsenal construiu quatro canhoneiras a vapor e uma escuna, todas com cascos de ferro e aço (a primeira destas categorias construída no país).  A Armada Imperial atingiu seu ápice com a incorporação dos couraçados Riachuelo e Aquidabã (ambos equipados com lançadores de torpedos) em 1884 e 1885, respectivamente. Ambos os navios (considerados de última geração por especialistas da Europa) permitiram à Armada Brasileira manter a posição de uma das forças navais mais poderosas.  Em 1889, a marinha tinha 60 navios de guerra  e era a quinta ou sexta marinha mais poderosa do mundo. 
No último gabinete do regime monárquico, o Ministro da Marinha, Almirante José da Costa Azevedo (o Barão do Ladário), deixou inacabada a reorganização e modernização da Marinha.  O golpe que pôs fim à monarquia no Brasil em 1889 não foi bem aceito pelo pessoal da Armada. Os Marinheiros Imperiais foram atacados quando tentavam apoiar o Imperador preso no Palácio da Cidade. O Marquês de Tamandaré implorou a Pedro II que lhe permitisse revidar o golpe; no entanto, o imperador recusou-se a permitir qualquer derramamento de sangue.  Tamandaré seria posteriormente preso por ordem do ditador Floriano Peixoto sob a acusação de financiar os militares monárquicos na Revolução Federalista. 
O Barão do Ladário manteve contacto com a Família Imperial exilada, na esperança de restaurar a monarquia, mas acabou condenado ao ostracismo pelo governo republicano. O Almirante Saldanha da Gama liderou a Revolta da Armada com o objetivo de restaurar o Império e aliou-se a outros monarquistas que lutavam na Revolução Federalista. No entanto, todas as tentativas de restauração foram violentamente esmagadas. Oficiais monarquistas de alto escalão foram presos, banidos ou executados por fuzilamento sem o devido processo legal e seus subordinados também sofreram punições severas. 

### Galeria
Exemplo de embarcações comissionadas neste período:

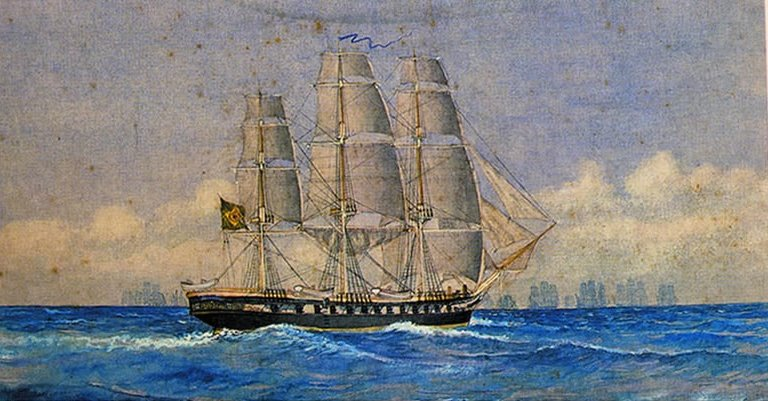
Fragata Nictheroy, 1823
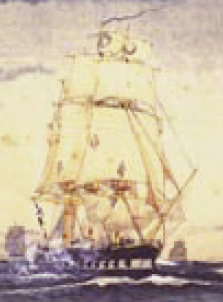
Escuna Bertioga, 1825
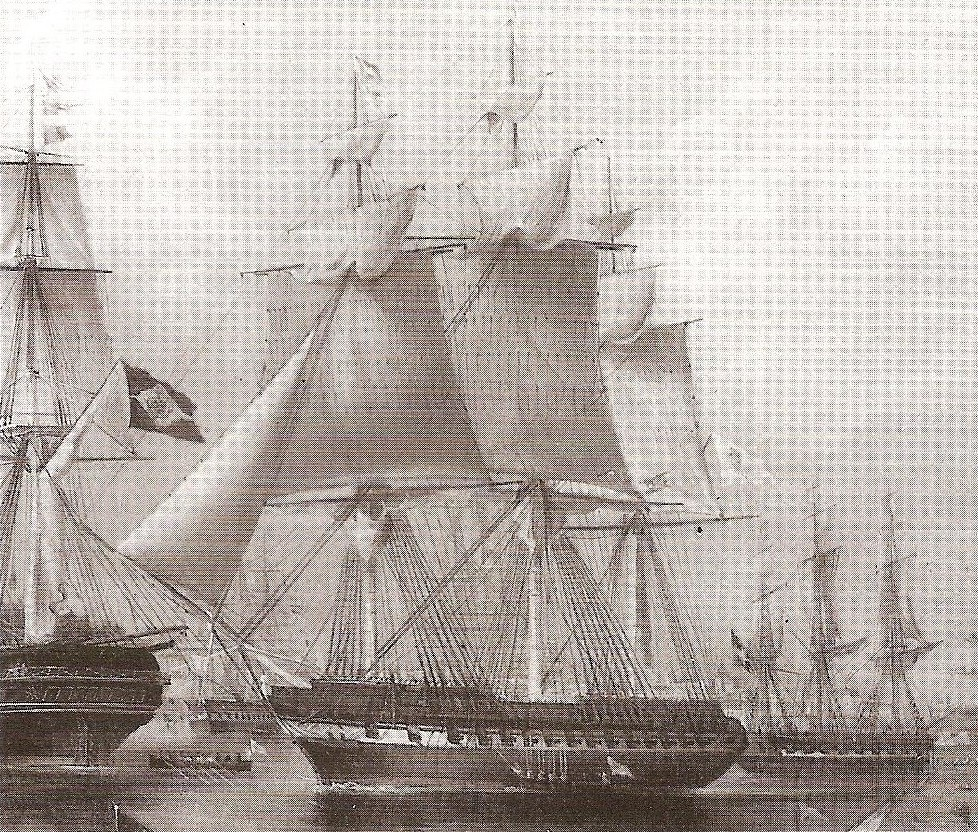
Fragata Amalia, 1843
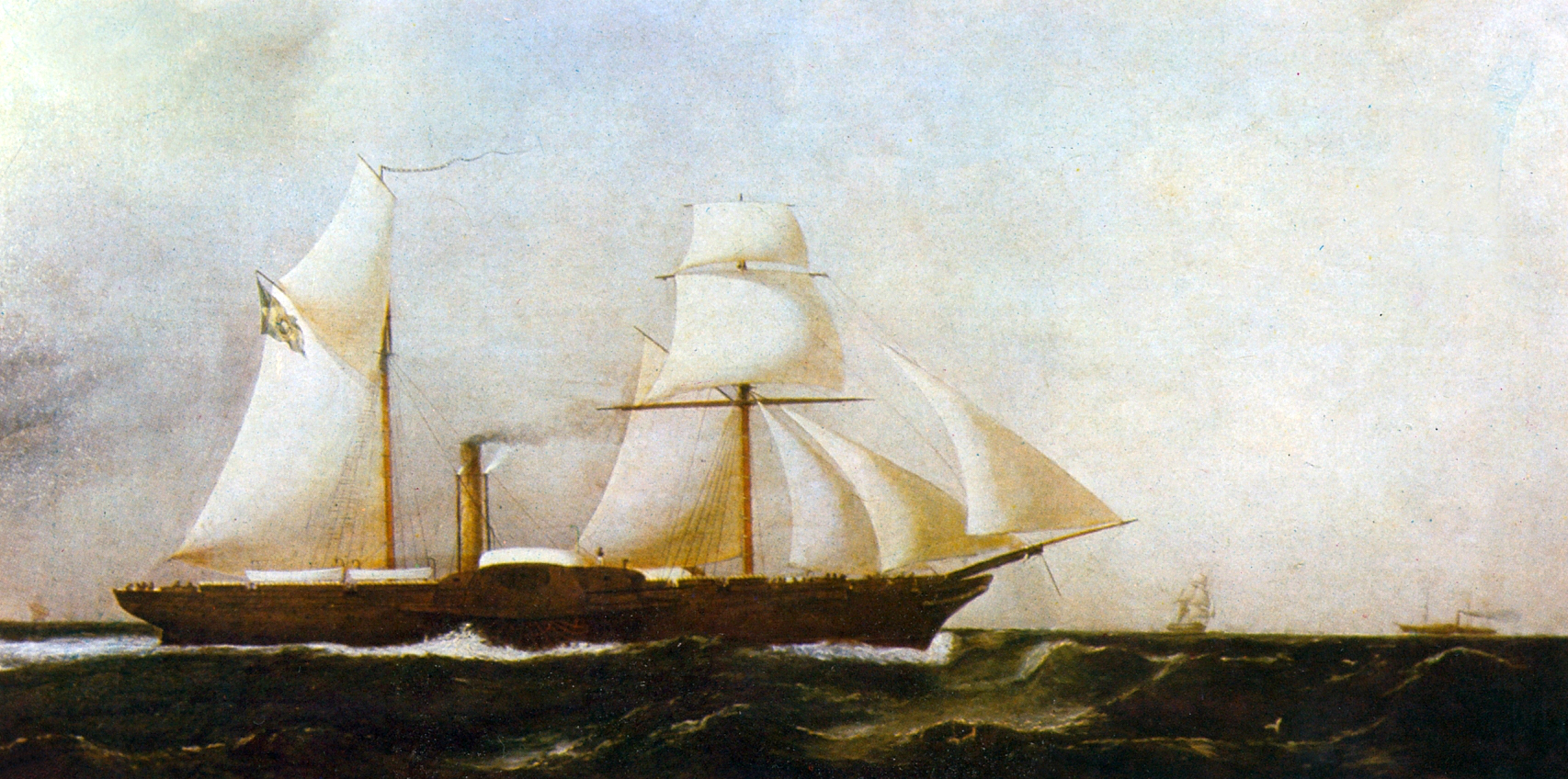
Corveta a vapor Dom Afonso, 1850
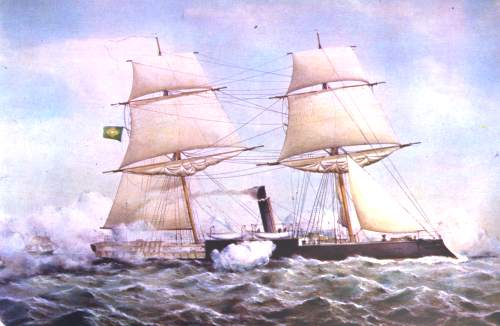
O Ironclad brasileiro Herval, construido por Rennie em 1866.
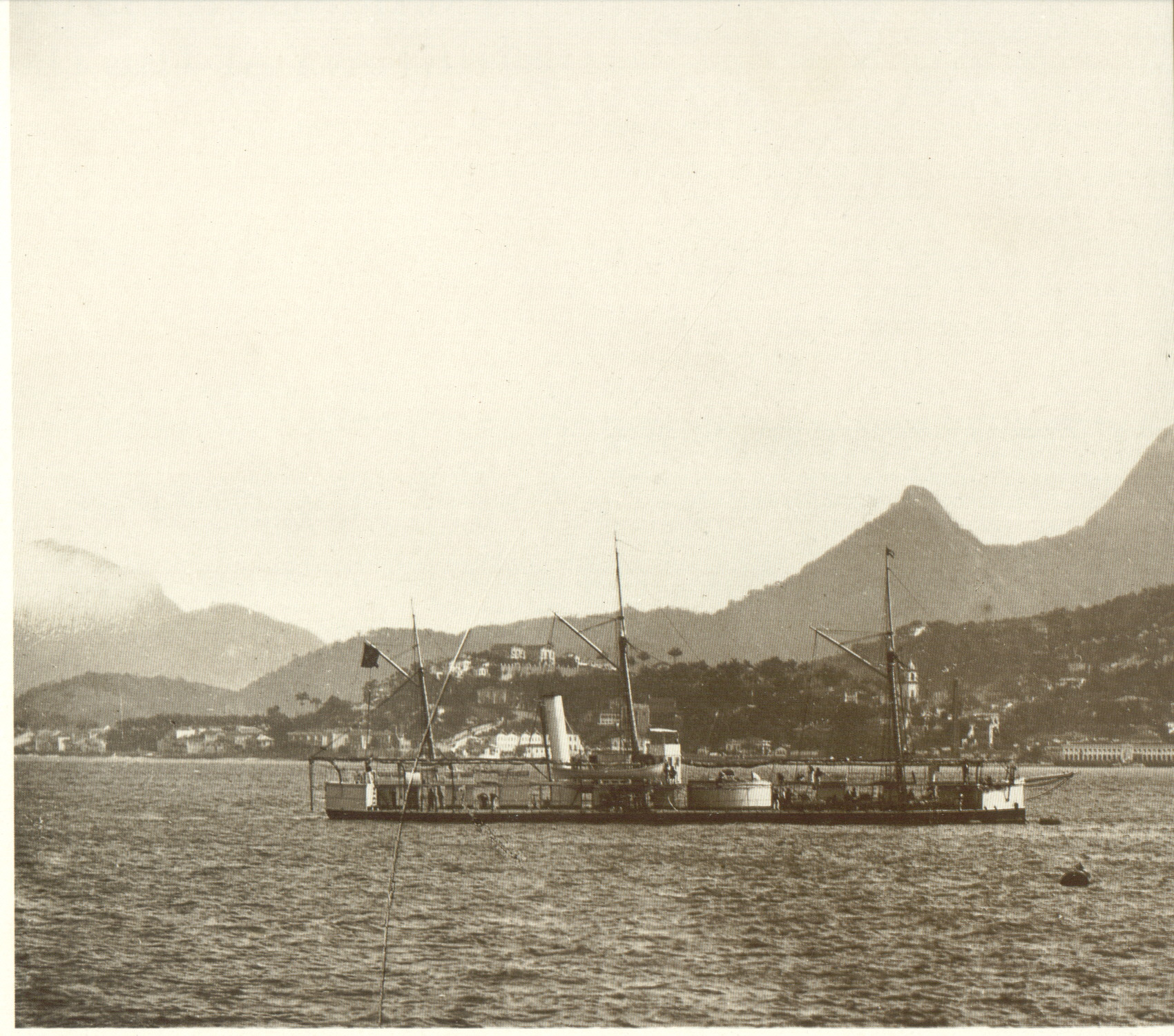
Ironclad Bahia, 1865.
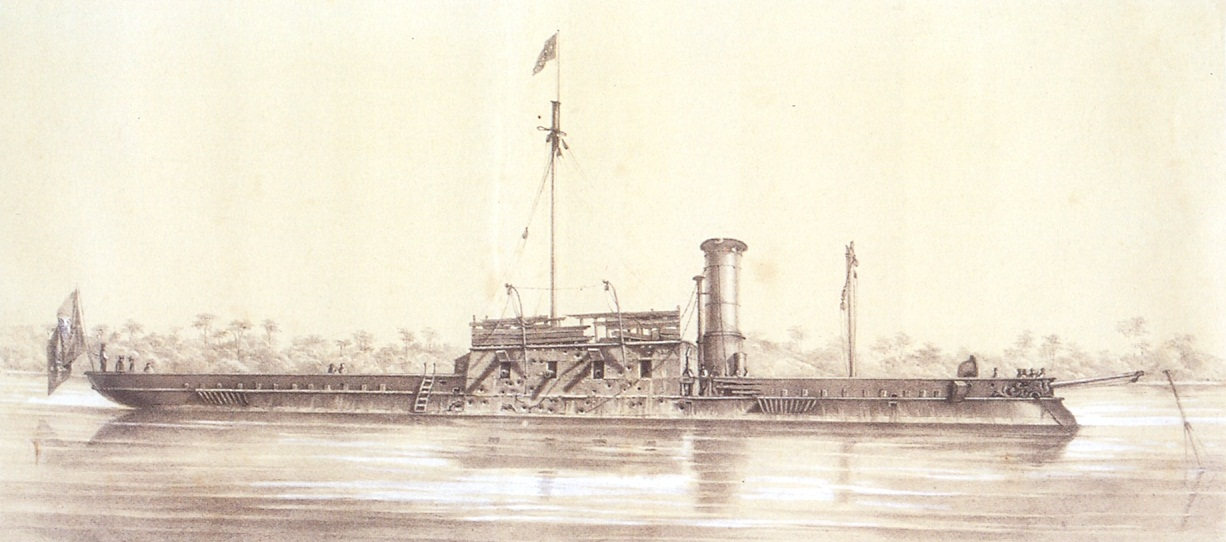
Ironclad Brasil gravemente danificado após o ataque ao Forte Curuzú, 1866.
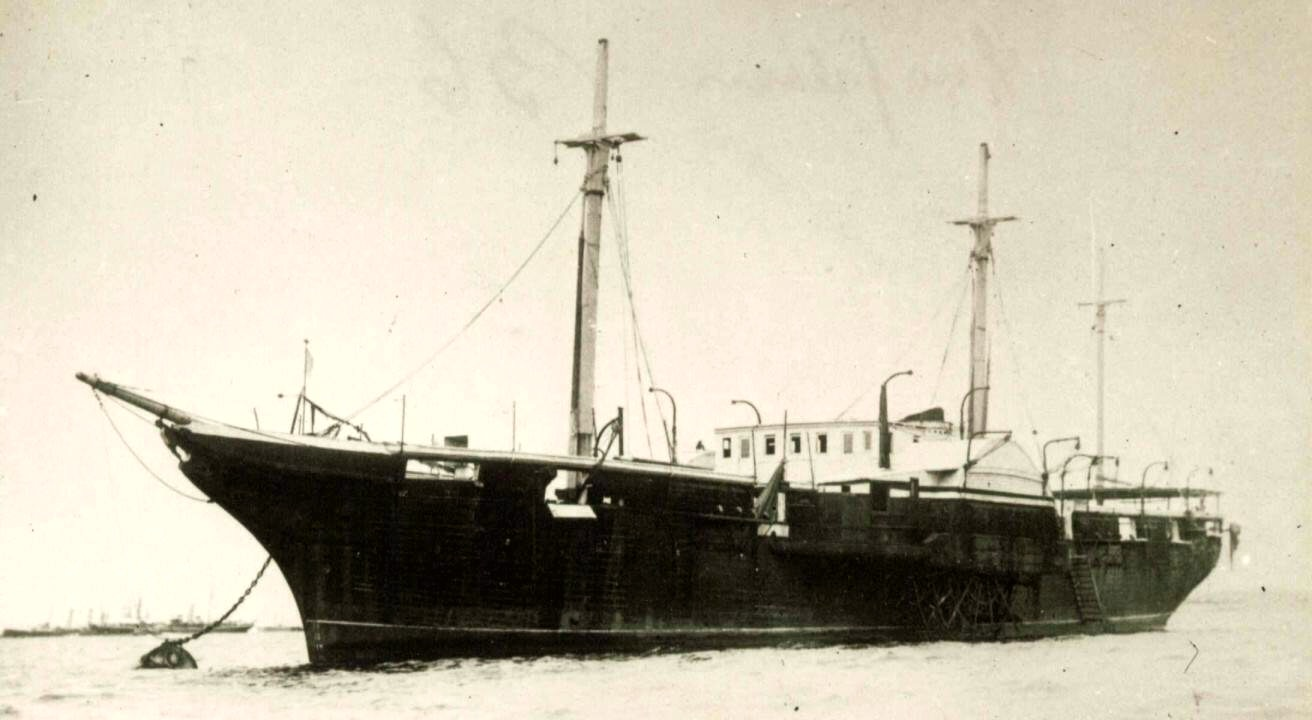
Fragata a vapor Amazonas, 1870.
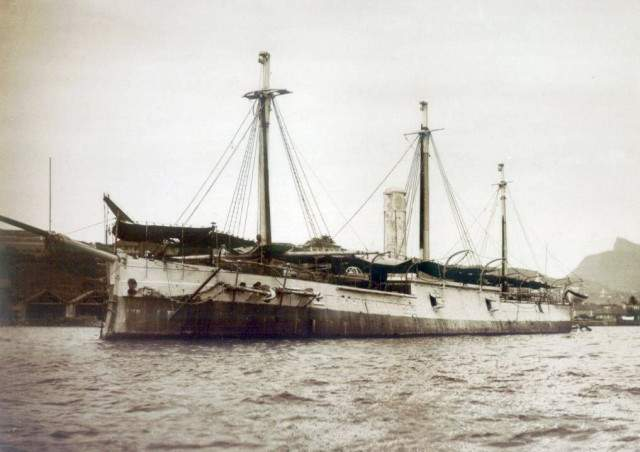
Ironclad Sete de Setembro, 1874.
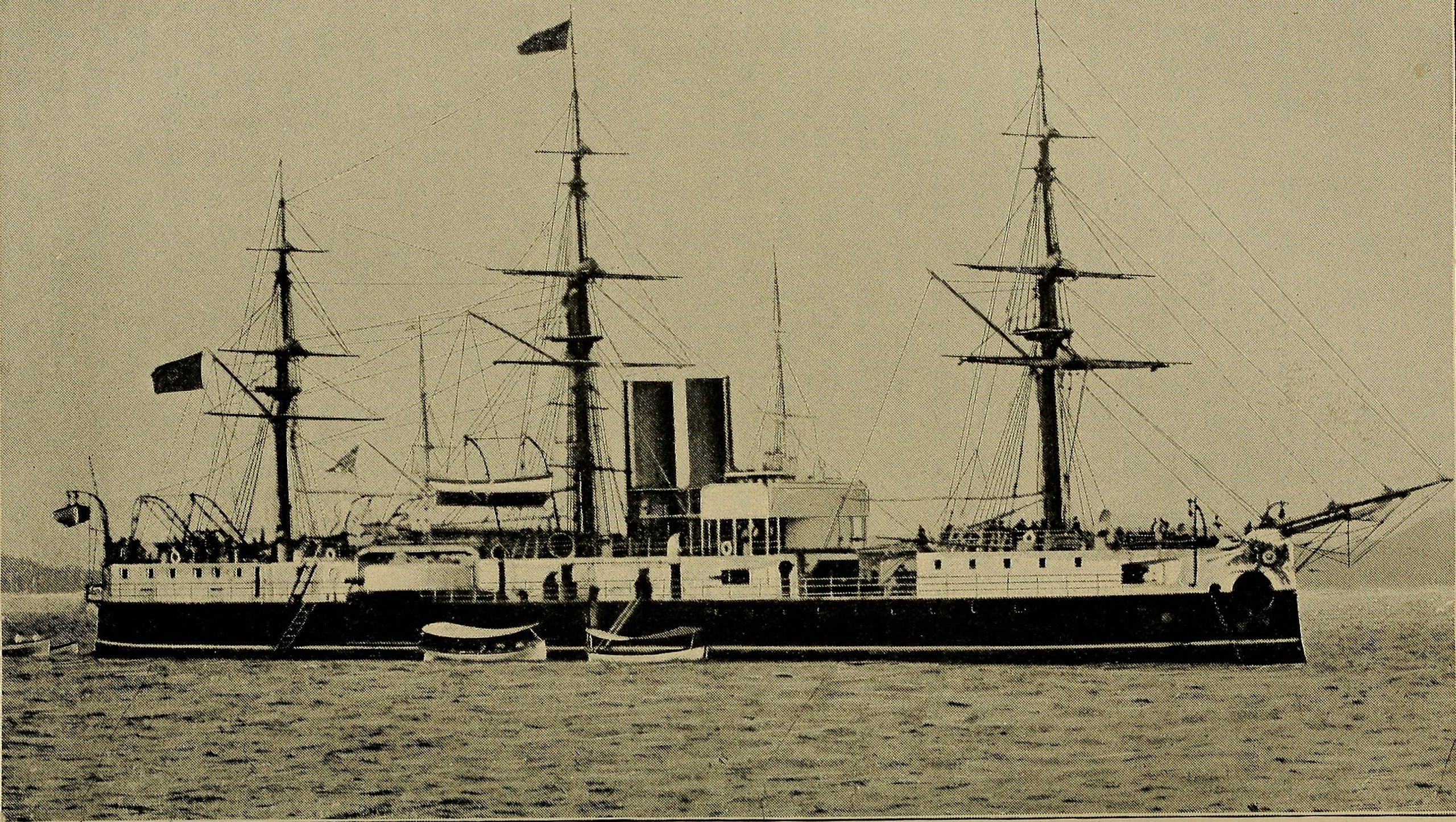
Encouraçado Riachuelo, 1885.
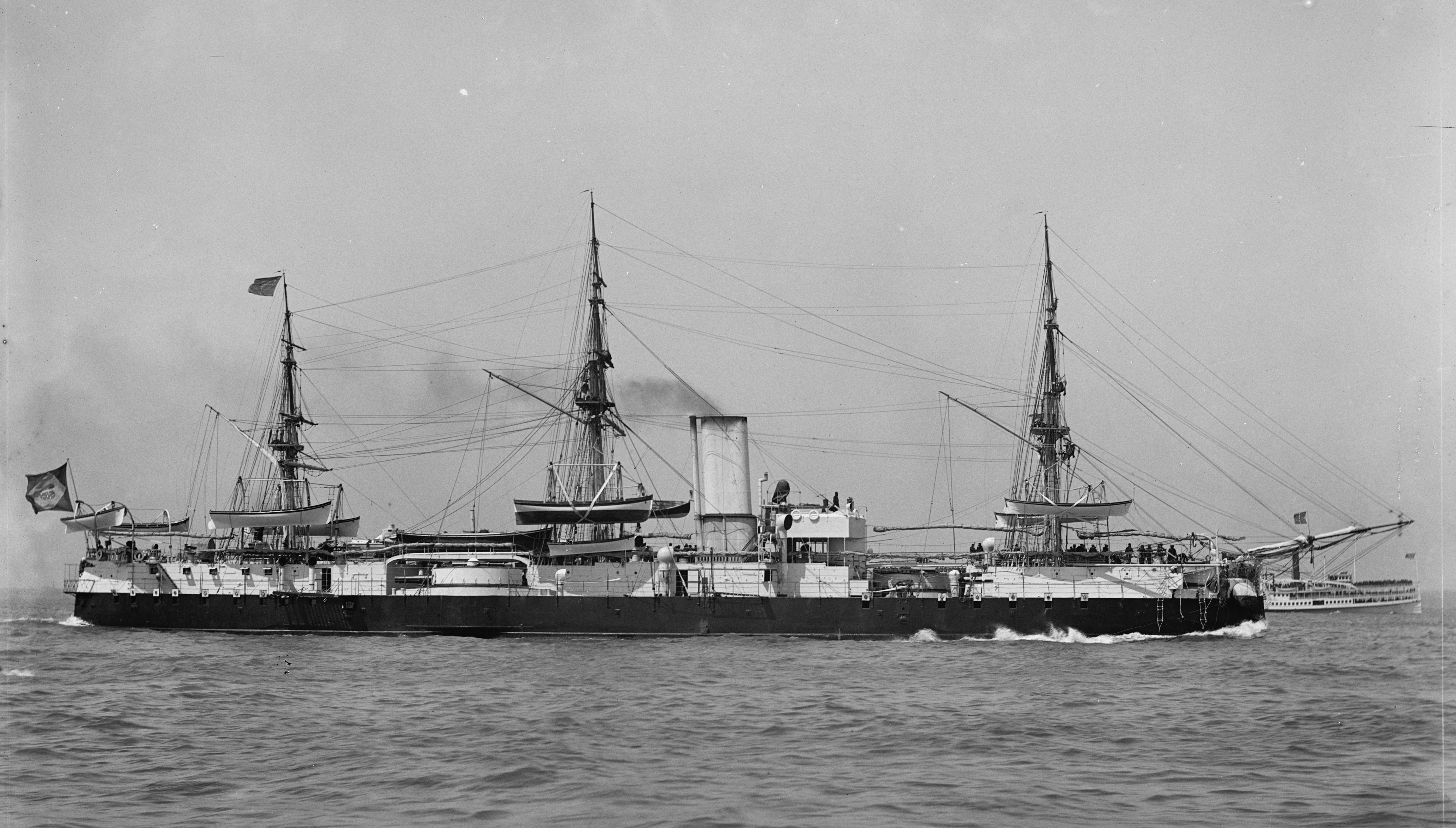
Encouraçado Aquidabã, 1893.

## Exército

### Primeiros anos (1822-1831)
O Exército Nacional, ou Exército Imperial durante a monarquia, era dividido em dois ramos: a 1ª Linha, que era o próprio Exército; e a 2ª Linha, formada pelas Milícias e Ordenados herdados da época colonial. Quando os militares portugueses nas províncias da Bahia, Maranhão, Pará e Cisplatina se recusaram a aderir à causa da Independência, o Imperador Pedro I reorganizou as tropas à sua disposição para o conflito iminente. A maior parte do pessoal estacionado no país permaneceu leal ao monarca, que utilizou tropas, equipamentos e fortes para as operações de guerra. A força terrestre lutou com eficiência no norte e no sul do Brasil, derrotando as tropas leais de Portugal. Em 1824, o Exército da 1ª Linha incluía 24.000 homens,  que foram disciplinados, treinados e equipados tão bem como os equivalentes europeus.  Ao final da guerra da Independência, as forças armadas brasileiras já estavam bem organizadas e equipadas.  Isto ocorreu principalmente porque Pedro I apoiava fortemente o Exército.  No mesmo ano, um batalhão foi enviado a Pernambuco, onde reprimiu com sucesso a revolta da Confederação do Equador. 

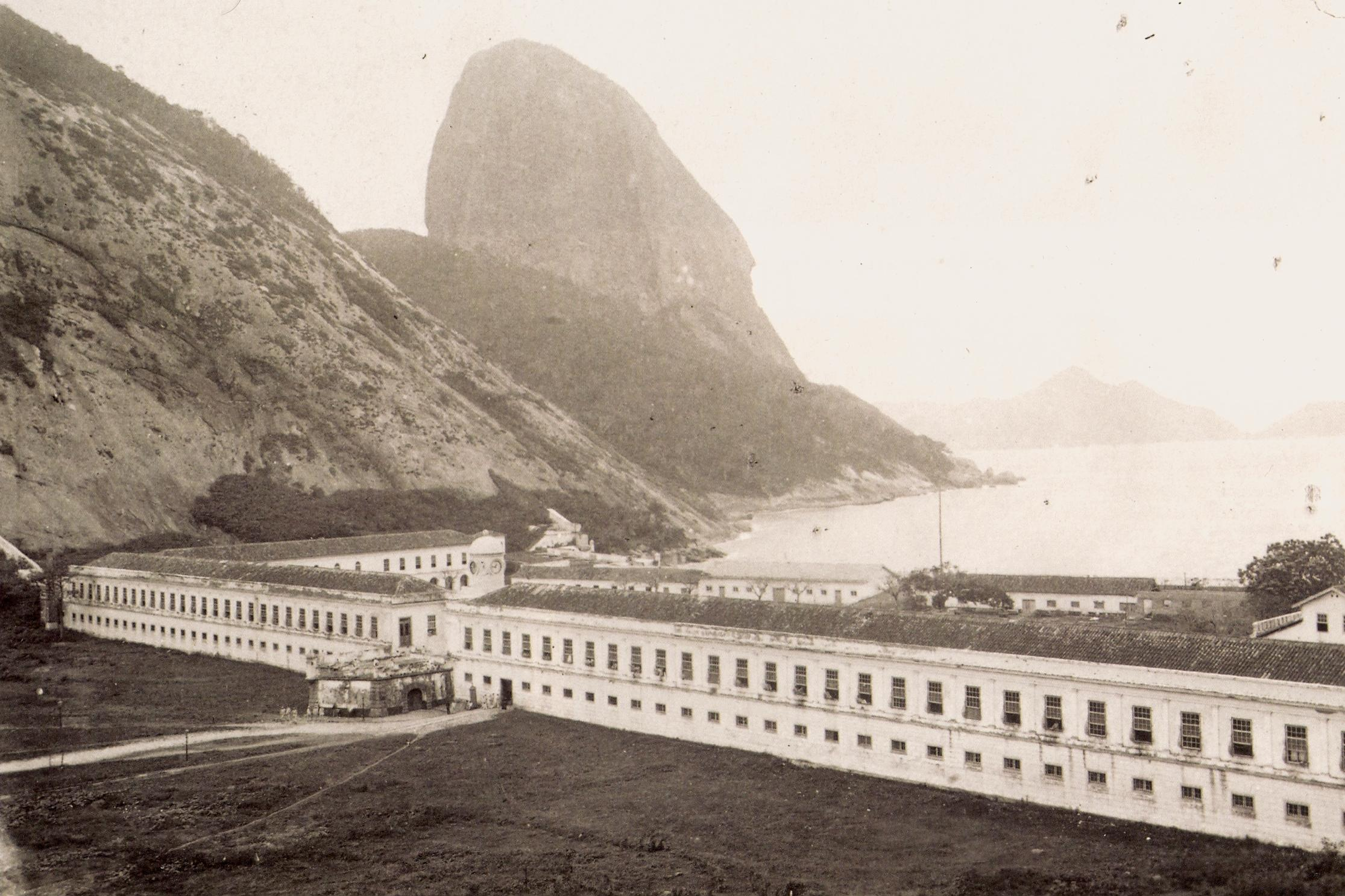
Colégio Militar (antes conhecido como Academia Militar) no Rio de Janeiro, 1888.

A formação dos oficiais do Exército era concluída na Academia Militar (hoje Academia Militar das Agulhas Negras, também a única escola de engenharia do Brasil até 1874),  embora não fosse obrigatório que o pessoal ali estudasse para avançar na profissão.  O pessoal dos ramos de infantaria e cavalaria apenas precisava de estudar as disciplinas do 1.º ano (aritmética, álgebra, geometria, trigonometria e desenho técnico) e do 5.º ano (tática, estratégia, campismo, fortificação em campanha, reconhecimento de terreno e química). Engenheiros e artilheiros eram obrigados a cursar o curso completo, o que fazia com que seus ramos fossem considerados os de maior prestígio. Contudo, se preferissem, era permitido aos soldados de infantaria e de cavalaria estudar as disciplinas do 2.º ano (álgebra, geometria, geometria analítica, cálculo diferencial e integral, geometria descritiva e desenho técnico); 3º ano (mecânica, balística e desenho técnico); 4º ano (trigonometria esférica, física, astronomia, geodésia, geografia e desenho técnico); 6º ano (fortificação regular e irregular, ataque e defesa de fortalezas, arquitectura civil, estradas, portos, canais, mineralogia e desenho técnico); e 7º ano (artilharia, minas e história natural). 
O Império declarou guerra contra as Províncias Unidas do Río de la Plata (atual Argentina) em 1825 porque aquela nação estava ajudando a revolta separatista da província brasileira da Cisplatina. As tropas separatistas argentinas e cisplatinas fizeram uso de táticas de guerrilha que impediram o muito mais forte Exército Brasileiro (1ª Linha com 27.242 homens e 2ª Linha com 95.000)  de desferir um golpe esmagador contra seus inimigos. Ao final do conflito, mais de 8.000 brasileiros haviam morrido  e a estima associada à carreira militar diminuiu.  Na sequência, os militares culparam o Imperador por não ter conseguido convencer o Parlamento a permitir mais ajuda financeira para a compra de equipamento, munições e provisões, enquanto os liberais, por outro lado, consideraram o monarca responsável pelos elevados custos do conflito. 

### Reprimindo rebeliões (1831-1849)
A abdicação de Pedro I resultou na redução do tamanho do contingente do Exército.  Os liberais eram contra o Exército por razões ideológicas e económicas.  O objetivo deles era impedir qualquer possibilidade de retorno de Pedro I ao Brasil, enfraquecendo assim uma das instituições mais ligadas ao ex-imperador.  Alguns batalhões foram dissolvidos enquanto outros foram transferidos para províncias distantes. A maioria dos soldados foi dispensada; o alistamento foi suspenso e a promoção de qualquer oficial foi proibida.  Em 30 de agosto de 1831, a regência liberal reduziu o Exército a menos de 10.000 homens.  As reduções posteriores deixaram apenas 6.000 soldados.  Os batalhões formados por mercenários também foram dissolvidos. 

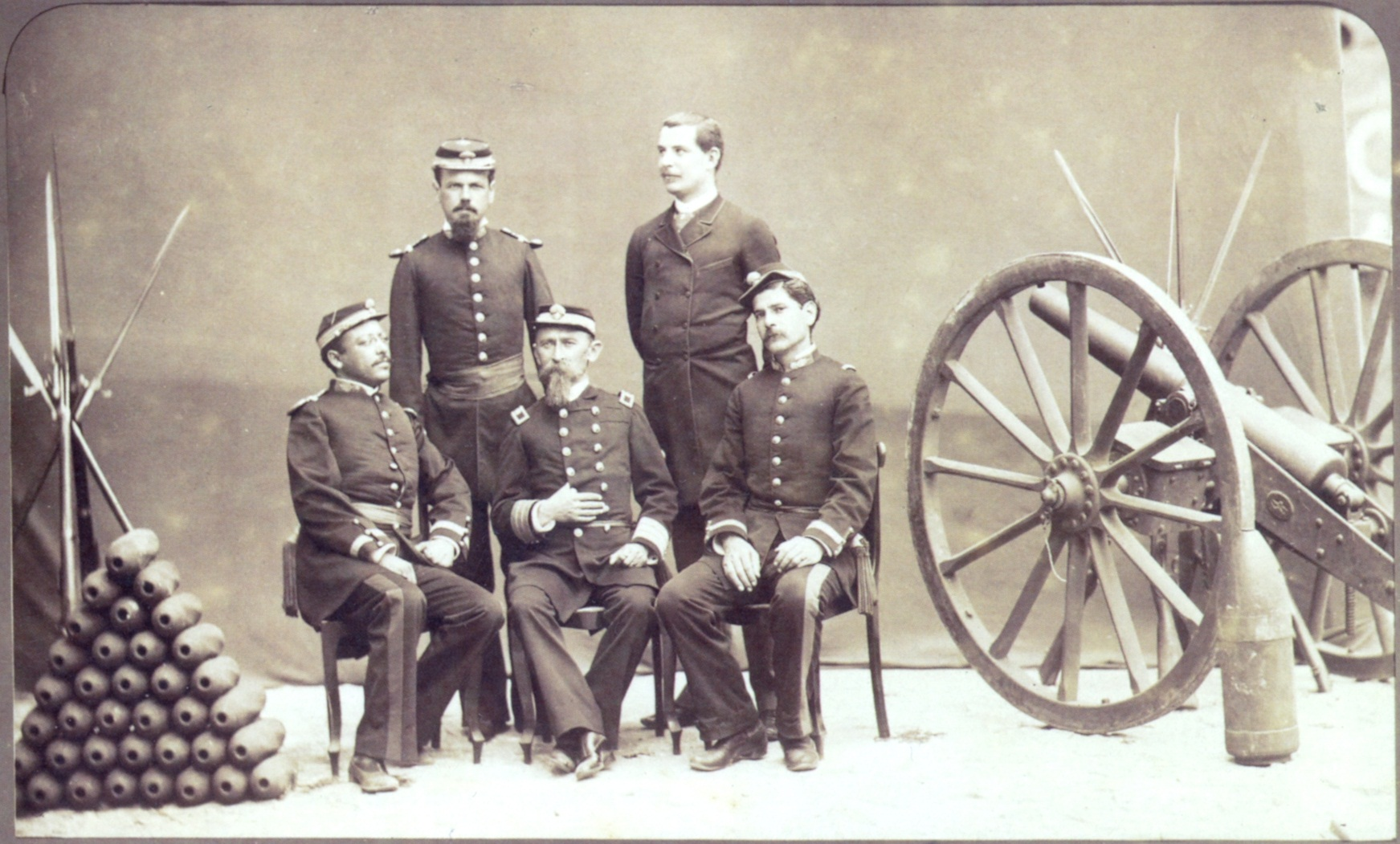
Oficiais do Exército Imperial ao lado de um canhão, 1886.

Com a intenção de auxiliar o Exército menor, o Governo criou a Guarda Nacional em 18 de agosto de 1831.  A nova instituição substituiria as antigas Milícias e Ordenadores que foram extintas na mesma época.   A Guarda Nacional era composta por todos os brasileiros do sexo masculino que tivessem renda anual superior a Rs 200$000 (o mesmo valor de um eleitor). A maioria da população masculina tinha que reunir certas condições para fazer parte da Guarda Nacional: alguém que trabalhasse como artesão ou escriturário cumpria os requisitos mínimos.  Até mesmo os “ingênuos” (filhos livres de escravos ou ex-escravos) foram autorizados a se alistar na força.  Os membros da Guarda não eram remunerados e, com excepção das armas fornecidas pelo Governo, os membros tinham de pagar todas as despesas relacionadas com uniformes e equipamentos.  No entanto, os membros da Guarda tinham pouca ou nenhuma habilidade militar e eram completamente inadequados para as guerras da Era Industrial.  A Guarda não possuía tropas permanentes nem quartéis para alojamento de tropas. Em tempos de guerra a Guarda Nacional foi incorporada no Exército de 1ª Linha e era, para todos os efeitos, uma força de reserva do Exército Imperial. 
Os resultados da política liberal em relação ao Exército logo se fizeram sentir. O Governo foi incapaz de combater as rebeliões ocorridas no país durante a segunda metade da década de 1830. A eleição do conservador Pedro de Araújo Lima para o cargo de regente em 1837 mudou completamente a situação. O Partido Conservador restaurou o Exército,  reorganizou e reequipou as suas fileiras e aumentou o seu tamanho para 18.000 homens.  O Exército Imperial conseguiu diversas vitórias sobre as revoltas provinciais, entre elas: Cabanagem, Sabinada, Guerra dos Farrapos, entre outras. No início da década de 1840, uma nova reorganização do Exército deu-lhe mais coesão e tornou-o mais capaz. 

### Guerras Platinas (1849-1870)
| Ano  | Exército (1ª Linha) | Exército 1822-1831 (Milícias e Ordenanças Provisórias organizadas por fazendeiros locais) 1831-1889 (Guarda Nacional) |
| ---- | ------------------- | --- |
| 1824 | 24.000              | Desconhecido |
| 1827 | 27.242              | 95.000 |
| 1832 | 6.000               | Desconhecido |
| 1838 | 18.000              | Desconhecido |
| 1851 | 37.000              | Desconhecido |
| 1864 | 18.000              | 440.000 |
| 1869 | 82.271              | Desconhecido |
| 1875 | 17.000              | Desconhecido |
| 1883 | 13.000              | Desconhecido |
| 1889 | 14.300              | Desconhecido |

Em 1845, o Colégio Militar (originalmente conhecido como Academia Militar) foi dividido em duas metades: uma metade manteve o nome de "Colégio Militar" e a outra metade tornou-se Colégio Central.  Uma nova reforma (Decreto nº 585) de 6 de setembro de 1850, melhorou consideravelmente a qualidade dos oficiais do Exército Imperial.   A partir de então, a progressão na carreira militar do soldado se daria pela antiguidade, mérito e currículo acadêmico, além de uma clara preferência pelos militares que completassem o Colégio Militar em detrimento dos que não o fizessem.  Em 20 de setembro de 1851, o gabinete conservador criou uma filial do Colégio Militar em Porto Alegre. A sede da faculdade de Porto Alegre oferecia cursos de infantaria e cavalaria, incluindo disciplinas cursadas do 1º e 5º anos de estudo.  A Guarda Nacional foi reorganizada no mesmo mês e passou a estar subordinada diretamente ao Ministro da Justiça, em vez de aos Juízes de Paz eleitos localmente.  Em 1851 o Exército Imperial era composto por mais de 37.000  homens e participou da Guerra do Prata, na qual derrotou a Confederação Argentina com a contribuição de tropas uruguaias e rebeldes argentinos. 

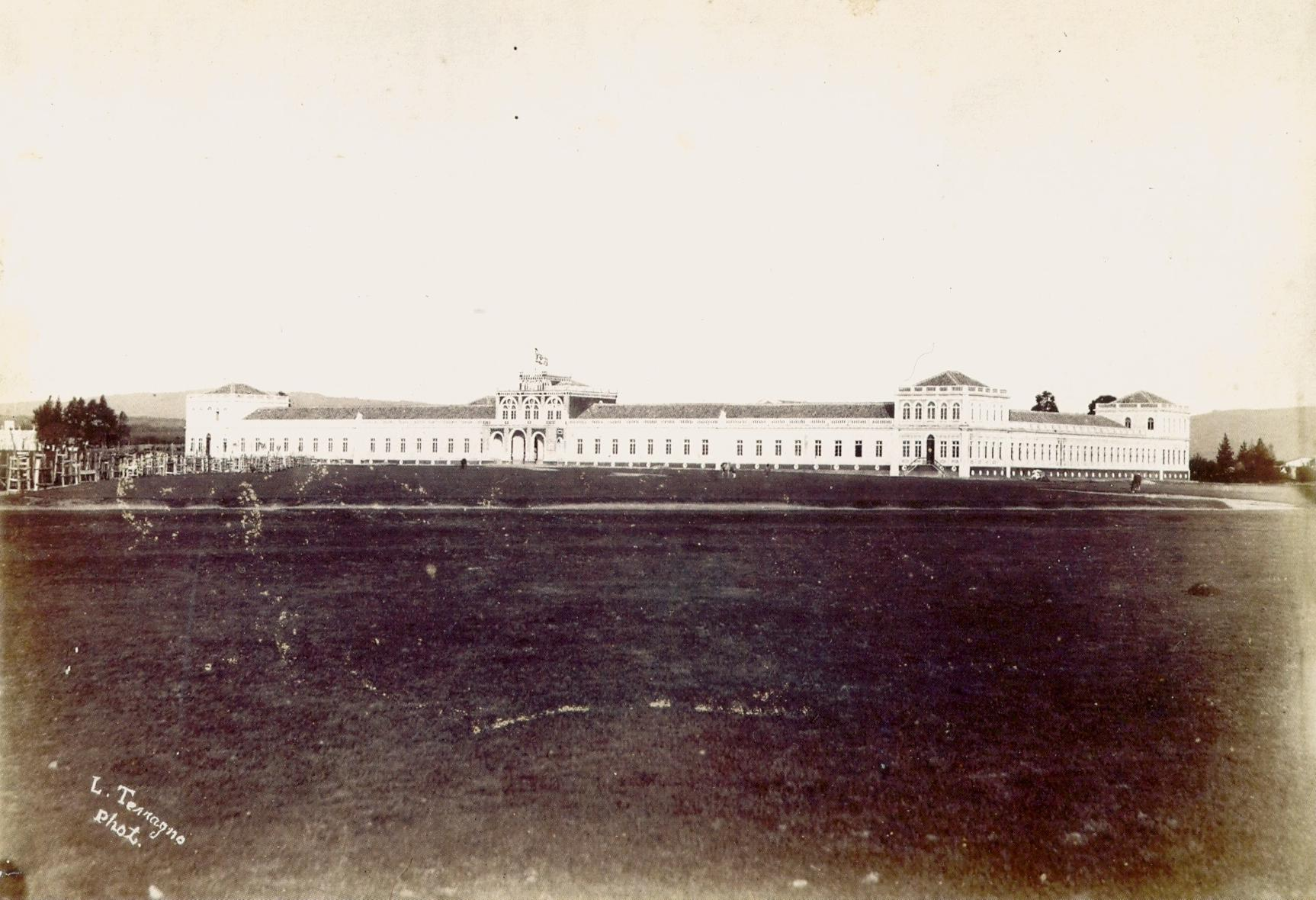
Colégio Militar de Porto Alegre, 1885.

A Guerra do Uruguai (que foi seguida pela Guerra do Paraguai) revelou o total abandono sofrido pelo Exército Imperial após 1852. O Exército não tinha equipamentos, munições, uniformes ou transporte suficientes.  Com apenas 18.000 homens em 1864  foi necessário procurar forças de reserva para colaborar com o esforço de guerra. Em 1864, o efetivo da Guarda Nacional era de 440.000 homens.  Apesar dos números impressionantes, o potencial militar da Guarda foi consideravelmente reduzido pela falta de treino e equipamento e pela resistência da maioria dos membros da Guarda ao destacamento para o teatro de operações. A partir de então a Guarda Nacional seria gradualmente posta de lado em favor do Exército.  O Corpo de Voluntários da Pátria foi criado em 7 de janeiro de 1865. O Corpo recebeu brasileiros voluntários e recrutados.  A nomeação do Marquês de Caxias como comandante do Exército Imperial, em meados de 1866, pôs fim à anarquia. Em 1865, 18.000 homens foram destacados para território inimigo. Este número cresceu para 67.365 em 1866; 71.039 em 1867; e finalmente 82.271 em 1869. 
O Marquês de Caxias reorganizou as tropas que receberam uniformes, equipamentos e armas de qualidade igual à do Exército Prussiano.  O serviço de saúde das forças armadas era inferior aos cuidados de saúde da Guerra Civil Americana, mas era superior aos programas de saúde da Guerra da Crimeia .  O conflito armado durou mais de cinco anos e custou a vida de 50 mil brasileiros. No entanto, o Império alcançou a vitória e manteve a sua supremacia sobre o resto da América do Sul. O Exército Imperial mobilizou para a guerra 154.996 homens, divididos nas seguintes categorias: 10.025 militares que estiveram no Uruguai em 1864; 2.047 na província de Mato Grosso; 55.985 Voluntários da Pátria; 60.009 Guardas Nacionais; 8.570 ex-escravos; e mais 18 mil guardas nacionais que permaneceram no Brasil para defender sua pátria. 

### Anos finais (1870-1889)
Em 1873, o papel da Guarda Nacional foi restringido quando foi decidido que a Guarda deixaria de atuar como força policial. Como resultado, a Guarda Nacional tornou-se efetivamente uma força de reserva do Exército. No entanto, a sua dissolução definitiva só ocorreu em 1918.  Em 1874 foi criado o Colégio Politécnico do Rio de Janeiro a partir da Escola Militar. A nova faculdade tinha como foco a oferta de cursos de engenharia civil.  Para o ano fiscal de 1873-74, o Governo destinou cerca de 27 por cento do orçamento para o Exército e a Armada. 

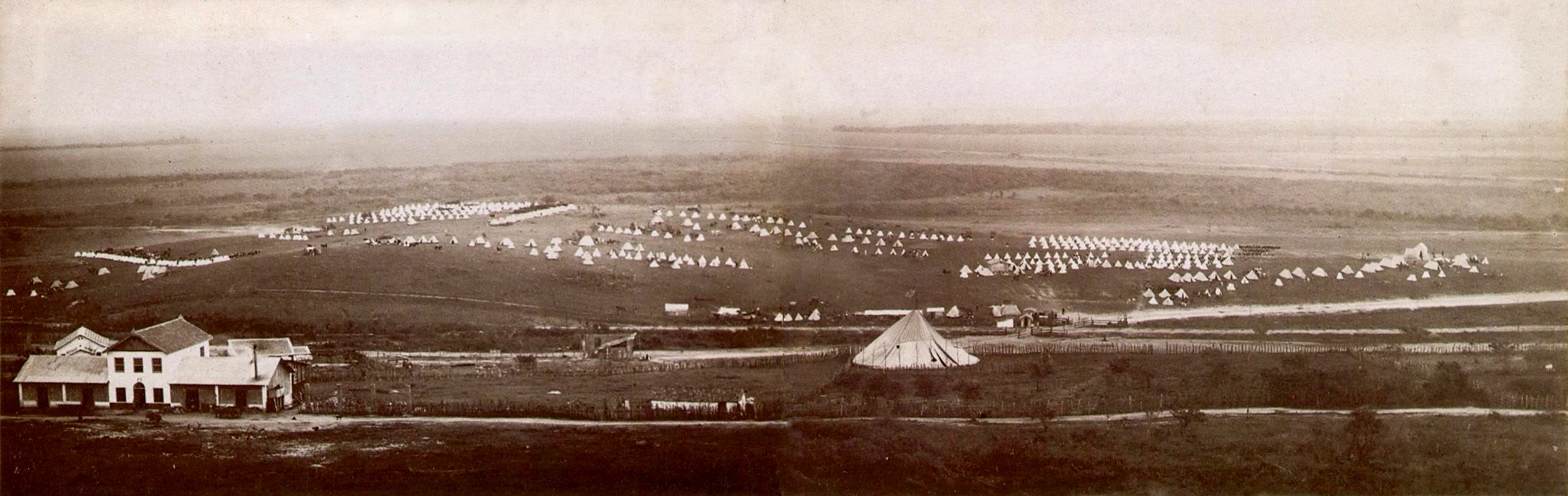
Acampamento militar do Exército Imperial, 1885.

Uma nova geração de militares turbulentos e indisciplinados começou a surgir no início da década de 1880, pois os antigos oficiais monarquistas, como Luis Alves de Lima e Silva (Duque de Caxias), Polidoro da Fonseca Quintanilha Jordão (Visconde de Santa Teresa), Antônio de Sampaio, Manuel Marques de Sousa (Conde de Porto Alegre) e Manuel Luis Osório (Marquês de Herval) estavam mortos.  Num Exército com apenas 13 mil homens, 7.526 foram presos em 1884 por mau comportamento.  Os cadetes do Colégio Militar aprenderam sobre o Positivismo e discutiram política ignorando completamente os assuntos militares.  Esses homens defenderam o estabelecimento de uma ditadura militar.  Em 1882, oficiais militares do Exército assassinaram um jornalista em plena luz do dia quando este criticava o comportamento do Exército. O assassinato ficou impune.   Os republicanos estimularam o comportamento indisciplinado deste pessoal durante 1887 e 1888, alegando falta de atenção e consideração por parte do Governo para com o Exército. 
Em 15 de novembro de 1889, a monarquia foi derrubada pelas tropas do Exército lideradas pelo Marechal Deodoro da Fonseca, que se tornou o líder da primeira ditadura brasileira.  O Marechal Câmara (Visconde de Pelotas), afirmou que cerca de 20 por cento do Exército Imperial apoiou o golpe.  Nos dias seguintes vários batalhões do Exército, que estavam espalhados por todo o país, lutaram contra as forças republicanas com a intenção de deter o golpe.  Em Desterro (atual Florianópolis), o 25º Batalhão de Infantaria atacou o Clube Republicano em 17 de novembro de 1889. Um mês depois, em 18 de dezembro, no Rio de Janeiro, o 2º Regimento de Artilharia tentou restaurar a monarquia.  Em 1893, soldados Monarquistas participaram da Revolução Federalista com a intenção de restaurar o Império.  Os Monarquistas que não morreram em batalha foram presos, deportados ou assassinados. 